# Исторический детектив
Исторический детектив – поджанр детектива в литературе или кинематографе, события которого разворачиваются в прошлом. Допускается расследование сыщиком нашего времени событий и преступлений, происходивших в далёком прошлом. В сущности это – исторический роман с детективной сюжетообразующей линией. 
Детективный сюжет, помещённый в исторические реалии современным автором, носит название "ретро-детектив". Одним из основных требований к автору – достоверное описание выбранной эпохи, но непременная основанность на исторических событиях и включение в повествование исторических личностей не являются обязательным условием. У читателя должно сложиться мнение, что события могли произойти с героями в заданном прошлом. Порою писатель использует локальные названия или имена исторических прототипов, меняя некоторые буквы, как бы намекая на определённые реалии, при этом не несёт ответственности за искажение исторических фактов.
Как в любом художественном произведении здесь также присутствуют вымысел и авторская оценка исторических личностей и определённых событий.
В отличие от классического детектива в историческом детективе сыщик-профессионал, как главное действующее лицо, зачастую не представляется возможным, так как эта профессия появилась не раньше XVIII века. Поэтому обычно расследованием преступления занимаются представители правоохранительных органов или случайные люди, наделённые выраженными детективными способностями или поставленные условиями в такое положение.

## Российский исторический детектив
Аутентичные романы и «уголовные рассказы», написанные в XIX - нач. XX века относятся к истокам этого поджанра. Тогда детективный жанр ещё не оформился окончательно в привычном нам виде и представлял собою рассказы об уголовных преступлениях, судебных слушаниях и т. п. Николай Ахшарумов и Александр Шкляревский считаются родоначальниками русского уголовного романа.
Также к этому жанру можно отнести популярный цикл произведений Романа Лукича Антропова, более известного под псевдонимом «Роман Добрый», в котором в художественной форме рассказывается о расследованиях Санкт-Петербургской сыскной полиции Иване Дмитриевиче Путилине. Несмотря на то, что главным героем этого цикла является реальный исторический персонаж, рассказы выполнены в духе произведений Артура Конан Дойля о Шерлоке Холмсе, вплоть до того, что повествование ведётся от лица ближайшего друга сыщика – доктора Z, явно отсылающего к доктору Уотсону.
В 1990-е годы был популярен цикл исторических детективов писателя Валентина Лаврова, написанных на основе архивных материалов: «Кровавая плаха», «Блуд на крови», «Тайны двора Государева», «Русская сила», «Агент S-25», »Эшафот и деньги», «Железная хватка», сериал «Граф Соколов — гений сыска» и другие.
Наиболее известные современные представители жанра отечественного ретро-детектива:
- Борис Акунин – один из наиболее известных и узнаваемых представителей жанра. Больше всего известен своим циклом о сыщике Эрасте Фандорине, действите которого охватывает вторую половину XIX века и начала XX века, вплоть до 1918 года. Также является авторов нескольких других ретро-детективных циклов – «Пелагея», «Смерть на брудершафт». В цикле «Приключения магистра» основное действие происходит в современности, однако во всех книгах цикла также есть параллельная сюжетная линия, происходящая в прошлом, и именно эти события порождают тайны, которые расследует главный герой уже в наши дни.
- Леонид Юзефович – среди его исторических произведений есть несколько работ с детективным сюжетом: цикл о сыщике Иване Путилине («Костюм Арлекина», «Дом свиданий», «Князь ветра»), а также роман «Казароза», действие которого происходит в 1920 году в Перми.
- Валерий Жмак – автор цикла из десяти произведений о сыщиках Московского уголовного розыска Иване Старцеве и Александре Василькове. Серия детективных романов "Тревожная весна 45-го. Послевоенный детектив" с его героями охватывает период лето-осень 1945 года, с ретроспективой в годы Второй мировой войны, место действия – Москва и Московская область. В первом романе, давшем название всей серии, бывший фронтовой разведчик майор Васильков возвращается в родную Москву, где встречает бывшего сослуживца Ивана Старцева, получившего на фронте тяжелое ранение и "списанного" в уголовный розыск. Старцев зовет Василькова в МУР, и с этого момента начинается их совместная оперативно-розыскная работа. Всего в цикле вышло десять исторических детективов.
- Антон Чиж – автор серии детективов про сыщика петербургской полиции Родиона Ванзарова, наделённого незаурядными аналитическими способностями. Действие охватывает 1890е – 1900е годы.
- Николай Свечин – главным героем всех его произведений, сюжет которых относится к концу XIX – началу XX веков, является сыщик Алексей Лыков. В первых книгах («Завещание Аввакума», «Охота на царя», сборник рассказов «Хроники сыска») действие происходит в родном для автора и его героя Нижнем Новгороде, затем Лыков переводится в Петербург и начинает выполнять задания по раскрытию особо важных дел как в самом Петербурге, так и в других городах империи: Москве, Риге, Варшаве, Киеве, Тифлисе, Семипалатинске, Одессе. Кроме этого вымышленного героя, в действие романов и повестей вводятся и исторические персонажи – штатские чиновники и военные чины, реальные подданные Российской империи тех лет. Все книги построены на тщательно изученных и аккуратно отобранных исторических материалах.
- Валерий Введенский – автор исторических детективов, погружающих читателя в «мещанские» будни XIX века, с подробным описанием бытовых и любовных взаимоотношений в среде петербургского и поместного дворянства. Произведения разбиты на два цикла: первый из них включает в себя романы «Старосветские убийцы» и «Сломанная тень», главным действующим лицом выступает доктор Илья Тоннер и действие происходит в первой половине XIX века. В другом цикле (романы «Приказчик без головы», «Мёртвый час», «Убийца из прошлого»)  действие переносится в 1870-е годы и главным героем оказывается сыщик-любитель петербургская княгиня Александра Тарусова. В одном романе «Мёртвый час» одним из действующих лиц также является доктор Тоннер.
- Иван Любенко – главным героем произведений автора – практикующего адвоката из Ставрополя – является Клим Пантелеевич Ардашев, ставропольский присяжный поверенный, в прошлом чиновник особых поручений Министерства иностранных дел, выполнявший ответственные поручения за границей. Действие романов происходит в Ставрополе, Петербурге и других городах Российской империи, а также за рубежом. Несколько произведений цикла экранизированы в сериале «Адвокат Ардашев».
- Иван Погонин – автор цикла произведений о сыщике Осипе Тараканове. В первом романе цикла «Сыскная одиссея» рассказывается, как возрасте 19 лет Осип Григорьевич случайно становится служащим полиции в родной Кашире, которая тогда относилась к Тульской губернии. Благодаря своему таланту Тараканов раскрывает ряд громких дел, делает хорошую карьеру и в конечном итоге перебирается в Петербург. Во время Первой мировой войны направлен организовывать сыскное дело в только что отбитом у австрийцев Львове («Тайна святой Эльжбеты»). Революция застаёт Осипа с семьёй в Петрограде, где он сначала вынужденно оказывается в рядах новой советской милиции, затем уходит с семьёй в Финляндию и в конечном счёте оседает в независимой Эстонии благодаря супруге – эстонской баронессе. Впоследствии он снова тайно посещает Советскую Россию с заданием частного характера («Экспедиция в рай»).
- Игорь Москвин  – петербургский писатель, автор трёх циклов  произведений о дознании сыскной полицией преступлений. Первый, действие которого происходит в столице Российской Империи с 1870 по 1888 годы, состоит из четырёх романов «Происшествие на Курляндской улице», «Убийство в Невском переулке», «Находка на станции Стрельна», «Злодейство в питейном заведении» и сорока коротких повестей и рассказов, рассказывает о первом начальнике сыскной полиции Иване Дмитриевиче Путилине. Во втором, «Смерть обывателям или топорная работа»,  «Смерть приятелям или запоздавшая расплата», «Смерть грабителям или несостоявшееся счастье», «Смерть красавицам или петербургский мститель» (1903 – 1909 годы), главным героем является  знаменитый Владимир Гаврилович Филиппов.  Третий цикл повествует об Аркадие Аркадиевиче Кирпичникове, последнем начальнике царского сыска Санкт-Петербурге под общим названием «Дело о государственном перевороте» (4 повести и 4 рассказа),  хотя последний цикл и можно отнести к альтернативной истории, но в нём только одно допущение, что революция в 17 году не произошла. Это только фон для расследования преступлений, место действия - Петроград (1917-1925 годы).

## Азиатский исторический детектив

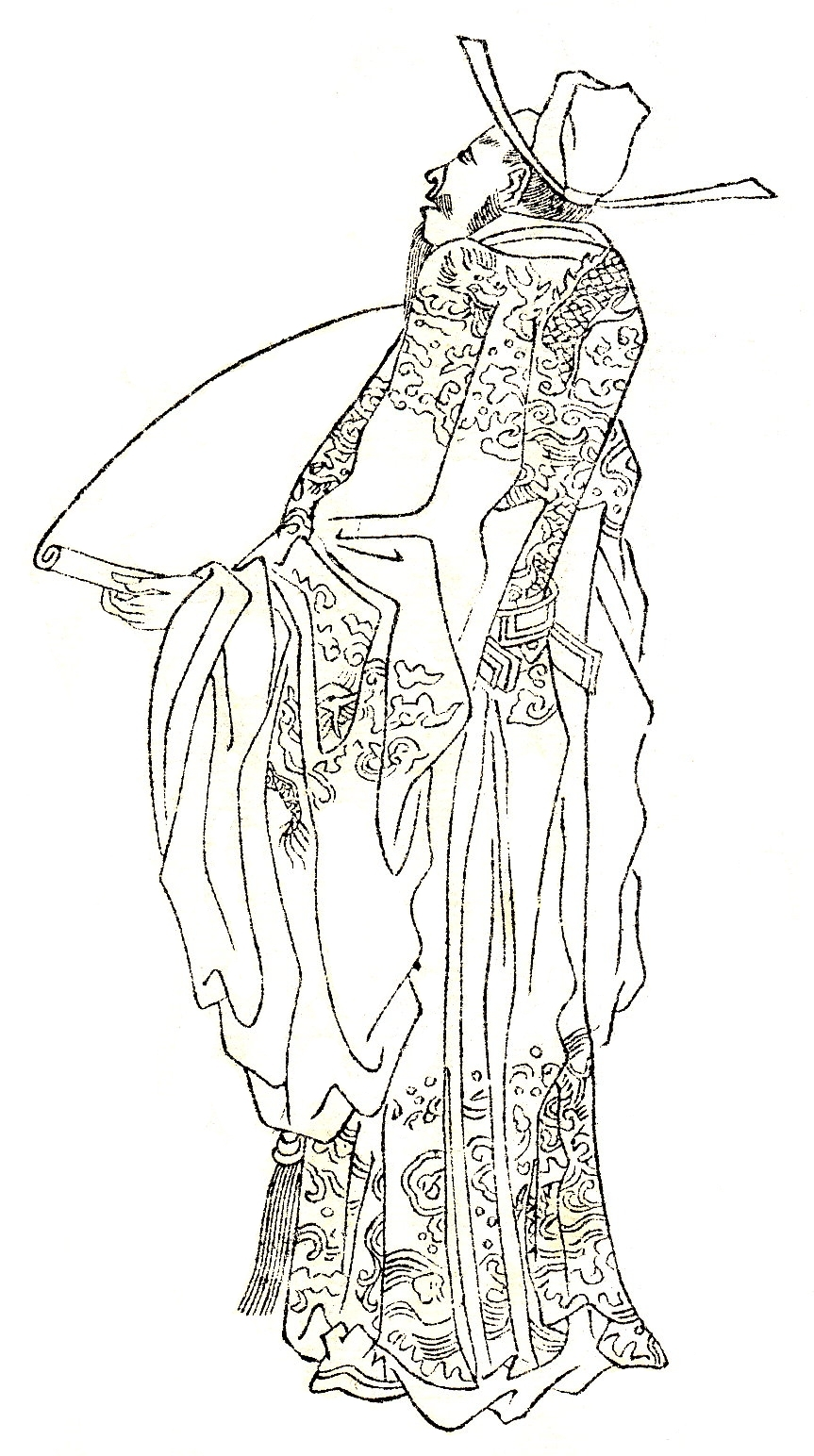
Судья Ди (литография)

Жанр детективной литературы был хорошо развит в Китае и особую популярность получил при династии Мин (1368—1644). Со временем у китайского детектива сложился набор требований:
- преступника, как правило, официально представляют читателю в самом начале, со всеми подробностями его биографии и мотивами совершения преступления. Китайского читателя больше занимала не тайна преступления, а процесс расследования, действия сыщика и контрмеры преступника;
- допустимы потусторонние силы. На помощь сыщику могут прийти духи, призраки и домовые;
- много деталей: философские рассуждения, приводимые полностью документы и т.д.;
- изобилие действующих лиц;
- подробное описание меры наказания преступника, как высшему проявлению справедливости[1].

Главным действующим лицом выступал окружной судья, который одновременно выполнял функции судьи, присяжных, прокурора и сыщика. В его власти находилась администрация города и всего округа, суд, налоговая служба, отдел записи актов гражданского состояния, отдел правопорядка. Суды проходили публично, и жители могли следить за действиями судьи и выражать к ним своё отношение. Если судья применял пытки и подследственный умирал, так и не признав своей вины, то судью ждала смертная казнь.
Старинные китайские детективные рассказы послужили вдохновением для нидерландского писателя Роберта ван Гулика, использовавшего образ Судьи Ди.